# Basungan
Basungan is een bestuurslaag in het regentschap Lampung Barat van de provincie Lampung, Indonesië. Basungan telt 5748 inwoners (volkstelling 2010).